# Pygarctia angelus
Pygarctia angelus är en fjärilsart som beskrevs av Dyar 1907. Pygarctia angelus ingår i släktet Pygarctia och familjen björnspinnare. Inga underarter finns listade.